# Сандомирський повіт
Сандомирський повіт (пол. powiat sandomierski) — один з 13 земських повітів Свентокшиського воєводства Польщі.
Утворений 1 січня 1999 року в результаті адміністративної реформи.

## Загальні дані
Повіт знаходиться у східній частині воєводства.
Адміністративний центр — місто Сандомир.
Станом на 1.01.2008 населення становить 81 074 осіб, площа 675,89 км².

## Демографія
Демографічні дані повіту станом на 30.06.2006:
|       | Всього | Всього | Жінки  | Жінки | Чоловіки | Чоловіки |
| ----- | ------ | ------ | ------ | ----- | -------- | -------- |
|       | осіб   | %      | осіб   | %     | осіб     | %        |
| Повіт | 81 733 | 100    | 42 052 | 51,5  | 39 681   | 48,5     |
| Міста | 29 472 | 100    | 15 664 | 53,1  | 13 808   | 46,9     |
| Села  | 52 261 | 100    | 26 388 | 50,5  | 25 873   | 49,5     |